# صموئيل باتشيلدر
صموئيل باتشيلدر هو شخصية أعمال وسياسي أمريكي، ولد في 8 يونيو 1784 في جافري في الولايات المتحدة، وتوفي في 5 فبراير 1879 في كامبريدج في الولايات المتحدة.